# Myersiohyla chamaeleo
Myersiohyla chamaeleo es una especie de anfibios de la familia Hylidae.

## Distribución geográfica y hábitat
Es endémica del tepuy Cerro de la Neblina (Venezuela). Su rango altitudinal oscila entre 1820 y 1880 m s. n. m..